# Saskia Beinhard
Saskia Beinhard (* 2. März 1999 in München) ist eine deutsche Squashspielerin.

## Karriere
Saskia Beinhard nahm 2016, 2018, 2022 und 2024 mit der deutschen Nationalmannschaft an der Weltmeisterschaft teil, zudem stand sie 2018, 2019, 2022, 2023 und 2024 im Kader bei den Europameisterschaften. Ebenfalls 2018 und 2019 stand sie im Hauptfeld der Europameisterschaft im Einzel und erreichte dabei 2019 das Achtelfinale. 2020 wurde sie nach einem 3:1-Finalsieg gegen Franziska Hennes deutsche Meisterin. Sie verteidigte ihren Titel sowohl 2022, nachdem das Turnier 2021 wegen der COVID-19-Pandemie ausgefallen war, als auch 2023, 2024 und 2025.
Seit 2021 spielt Beinhard auf der PSA World Tour und gewann auf dieser bislang zwei Titel. Ihre höchste Platzierung in der Weltrangliste erreichte sie mit Rang 61 am 3. März 2025. Sie ist seit 2022 als Sportsoldatin Mitglied der Sportfördergruppe der Bundeswehr.

## Erfolge
- Gewonnene PSA-Titel: 2
- Deutsche Meisterin: 5 Titel (2020–2025)